# Ophiopsila paucispina
Ophiopsila paucispina är en ormstjärneart som beskrevs av Jean Baptiste François René Koehler 1907. Ophiopsila paucispina ingår i släktet Ophiopsila och familjen Ophiocomidae. Inga underarter finns listade i Catalogue of Life.